# 岩屋ダム
岩屋ダム（いわやダム）は、岐阜県下呂市、一級河川・木曽川水系馬瀬川に建設されたダムである。

## 概要
独立行政法人水資源機構が管理する高さ127.5メートルの傾斜土質遮水壁型ロックフィルダム。木曽川水系水資源開発基本計画に基づく馬瀬川総合開発事業の中心事業として建設され、馬瀬川および合流先の飛騨川・木曽川の洪水調節と愛知県西部・岐阜県南部・三重県北部への灌漑・上水道・工業用水の供給、さらに中部電力の馬瀬川第一発電所による水力発電を行うことを目的とする多目的ダムである。東海三県の水がめの一つ。ダムによって形成された人造湖は東仙峡金山湖（とうせんきょうかなやまこ）と命名され、飛騨川流域最大の人造湖である。

## 沿革
岩屋ダムの計画は、中部電力による飛騨川流域一貫開発計画により1960年（昭和35年）に持ち上がった。既に朝日ダム・秋神ダムを皮切りに飛騨川流域のダム式発電所による電源開発が進められ、この当時は飛騨川最上流部で高根第一ダムと高根第二ダムによる揚水発電所、高根第一発電所の施工中であった。中部電力は馬瀬川中流部に大規模なダムと揚水発電所を建設し、増大する電力需要に対処しようとした。岩屋地点に計画されたのは飛騨川流域でも大規模なダム計画であった。
時を同じくして、中京工業地帯の発展に伴う中京圏の人口及び工業生産は増大し、水需要はひっ迫していた。また、愛知用水の整備以後も拡大する農地への新規かんがいを行うための水源整備も検討されており、こうした事業も岩屋地点のダム計画に注目した。農林省（現・農林水産省）は「国営濃尾第二下流土地改良事業」などの水源整備を行う「木曽川総合利水事業計画」を、経済企画庁（現・経済産業省）は「昭和38年度総合開発調査」の地点選定を行い、その水源地候補として両者共に岩屋地点を選定した。これら事業者間の相互調整を実施するため、通商産業省（現・経済産業省）は「昭和38年度総合開発調査」に沿った現地調査を実施。その結果、有効貯水容量（実際に利水のために使用される貯水池の容量）が1億トン規模のダムを建設するのが適当であるとの結論に達した。
一方、伊勢湾台風以降の総合治水対策を検討していた建設省（現・国土交通省）は1964年（昭和39年）より木曽川水系の計画高水流量（洪水調節の基本となる計画洪水流量）を見直していたが、この中で岩屋ダム計画への参入による飛騨川・木曽川の洪水調節を行う事が妥当との結論に達し、河川管理者として建設省が治水事業への参入を行った。さらに木曽川水系は1966年（昭和41年）水資源開発促進法による「水資源開発水系」に指定され、名古屋市への上水道供給を視野に入れた総合的な水資源開発が水資源開発公団（現・独立行政法人水資源機構）によって進められるに至り、当初発電用ダムとして計画されていた岩屋ダムは、治水・利水の要となる多目的ダムとして計画が大幅に拡大された。
こうして建設省（治水）・水資源開発公団（上水道）・通商産業省（工業用水道及び水力発電）・農林水産省（かんがい）・経済企画庁（総合開発計画立案）の五者による調整を経て、1966年の第43回電源開発調整審議会により多目的ダム事業と発電事業の二部門を柱としたダム事業が決定した。当初は電気事業者である中部電力と河川管理者である建設省中部地方建設局（現・国土交通省中部地方整備局）が共同で事業を行っていたが、その後「木曽川水系水資源開発基本計画」（フルプラン）の改訂に伴い治水と利水事業については水資源開発公団へ事業移管され、以降事業主体である水資源開発公団と電気事業者である中部電力による共同事業として施工が開始された。1971年（昭和46年）より工事が開始されたが、施工は中部電力によって行われた。そして10年の歳月を経て1976年（昭和51年）に完成した。

## ダムの目的
岩屋ダムの目的は木曽川下流部において、計画高水流量（計画された最大限の洪水流量）毎秒16,000トンのうち毎秒3,500トンをカットする洪水調節、名古屋市・愛知県尾張地域・岐阜県中西濃地域・三重県北勢地域への上水道供給、中京工業地帯及び愛知・岐阜内陸部の工業地域に対する工業用水、かんがい、水力発電である。
かんがいについては農林水産省管轄の水資源開発公団二工（現・水資源機構水路事業部）が管理する木曽川用水上流部の水源である。岩屋ダムによって貯えられた水は加茂郡白川町に建設された上麻生ダム（中部電力）の貯水池に設けられた白川取水口より取水され、トンネルを通じて美濃加茂市の蜂屋調整池・上飯田調整池で一時貯留された後に美濃加茂市・関市・八百津町などの木曽川右岸地域約4,000ヘクタールへ新規農業用水を供給する。

### 馬瀬川第一発電所

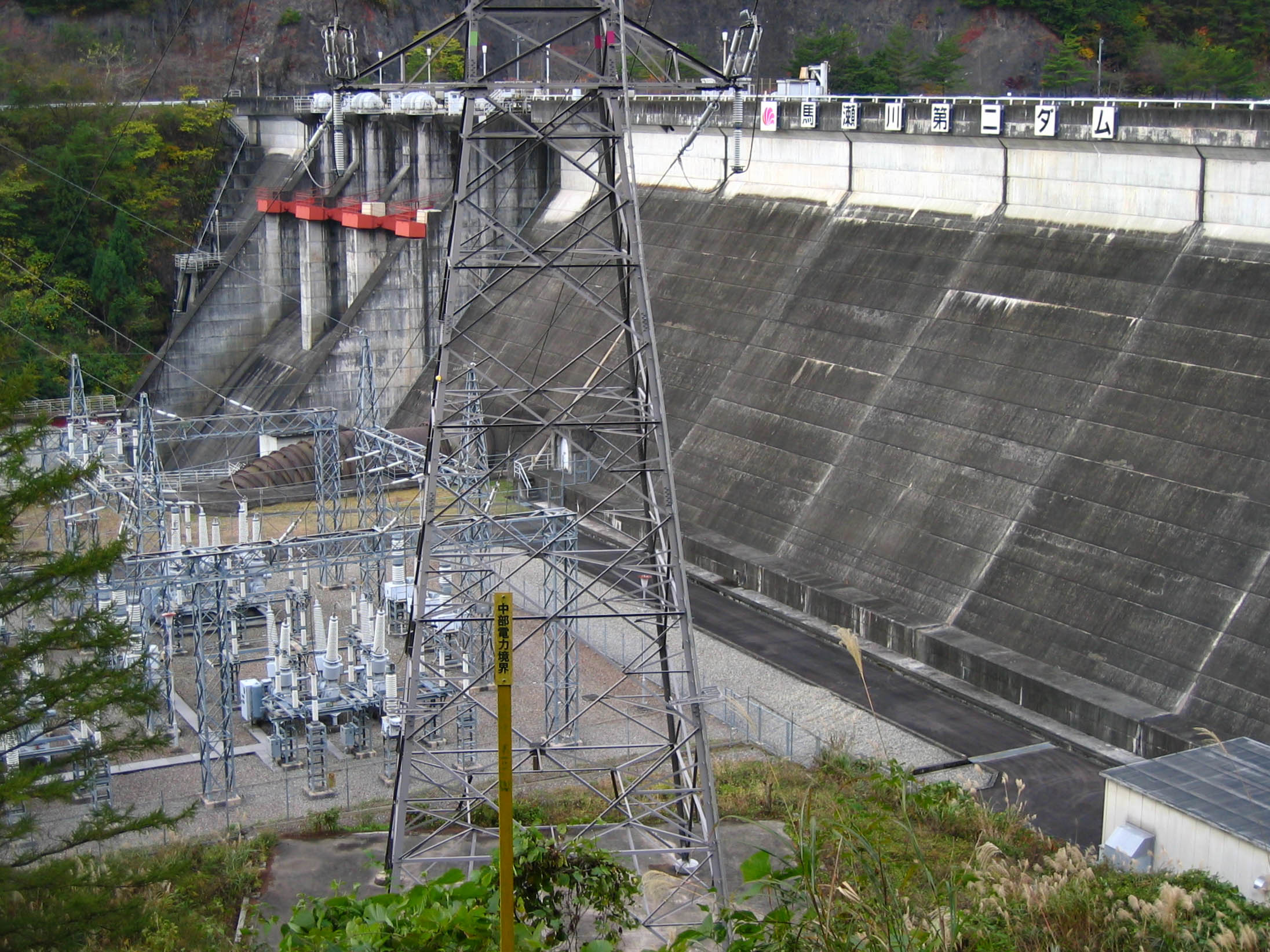
馬瀬川第二ダム

また電気事業者である中部電力は馬瀬川第一発電所にて、岩屋ダムと同じ1976年に完成した直下流の馬瀬川第二ダム（重力式コンクリートダム・44.5m）との間で揚水発電（混合揚水）を行っている。二台の水車発電機を有し、合計最大出力は288,000kW。採用された立軸形斜流（デリア）ポンプ水車の出力は、世界最大の149,000kWである。木曽川水系では奥美濃発電所・高根第一発電所に次ぐ出力を誇る。
こうして岩屋ダムは木曽川治水の要として、また名古屋市を始めとする東海地方の水がめとして、味噌川ダム（木曽川）・牧尾ダム（王滝川）・阿木川ダム（阿木川）と共に重要な役割を果たしている。

## 東仙峡金山湖

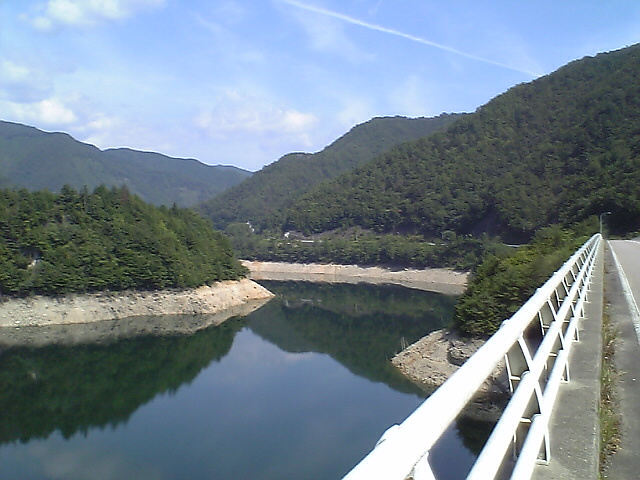
県道86号・馬瀬大橋

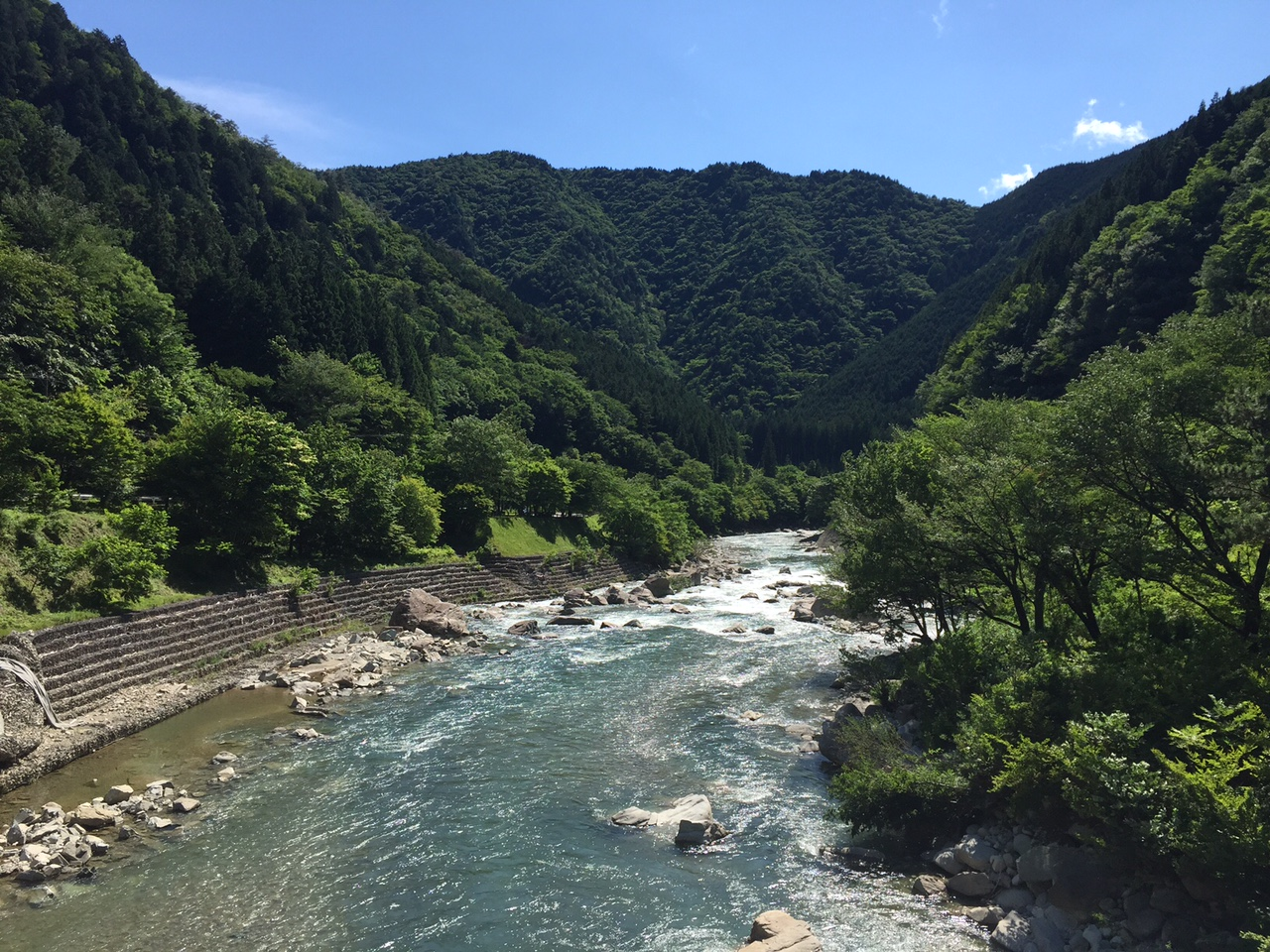
上流の馬瀬川（馬瀬下山地内）

岩屋ダムによって形成される人造湖は東仙峡金山湖（とうせんきょうかなやまこ）と名付けられ、東海三県の水がめである。湖底にはかつて旧益田郡金山町東地区および馬瀬村の住民157世帯が住んでおり、ダム建設によって住み慣れた故郷を離れる苦渋の決断を行った。ダムサイト傍には水没住民による望郷の碑が建立されており、名古屋発展のために犠牲となった住民の苦労を偲ばせる。その名古屋市（水道消費地）と下呂市（水源地）との間では毎年、上下流住民交流事業が行われている。なお、水源地域対策特別措置法の指定は受けていないが、これは施行の直前に補償交渉が妥結した事による。
東仙峡金山湖は飛騨地方における紅葉の名所として有名である。また、馬瀬川はアユ釣りで有名な河川であり、シーズン中は多くの釣り人たちが繰り出す。ダム下流左岸にある岩屋岩蔭遺跡は古代の天文台として発掘された遺跡として有名である。

## アクセス
富山市方面からは、国道41号を下呂市・高山市方面へ南下し、下呂市保井戸地内にて濃飛横断自動車道へ下呂ICより入り、金山IC出口から岐阜県道86号金山明宝線に入り車で10分程度で到着する。
岐阜市・美濃加茂市方面からは、下呂市金山町金山の国道41号下妙見交差点より岐阜県道86号金山明宝線に入り20分程度で到着する。
公共交通機関を利用する場合はJR高山本線の飛騨金山駅よりげろバス金山・東線で乙原行のバスに乗り終点「乙原」で下車。その後徒歩30分程度で到着する。飛騨金山駅からタクシーも利用可能である。